# REC 3 Génesis
REC 3: Génesis, nebo také [REC]³ Génesis, je španělský hororový film z roku 2012, který režíroval Paco Plaza, jeden z režisérů předchozích dvou dílů REC a REC 2.

## Děj
Na svatbu Kolda a Clary dorazí několik jejich příbuzných, mezi nimiž je jeden z jejich přátel, kterého před chvílí pokousal pes. Ten o pár chvil později začne napadat příslušníky večírku stylem kousání, čímž se ostatní také nakazí a začnou se množit. To změní nádhernou svatební chvíli Kolda a Clary v noční můru plných nakažených zombií.